# ترکیب تیم‌های جام ملت‌های اروپا ۱۹۹۲
فهرستی از بازیکنان تیم‌های حاضر در رقابت‌های جام ملت‌های اروپا ۱۹۹۲، که در انگلستان برگزار می‌شود، در این صفحه آمده است. مسابقات در روز ۸ ژوئن آغاز شده و پایان آن برای ۳۰ ژوئن ۱۹۹۲ خاتمه یافت.
هر تیم می‌بایست ۲۰ بازیکن که دو تا از آن‌ها دروازه‌بان هستند، تا ۱ ژوئن معرفی می‌کرد. اگر یکی از بازیکنان به شدت مجروح می‌شد، تیمش می‌توانست برای پیش‌گیری از حضور این بازیکن مصدوم در یورو، تا پیش از شروع مسابقات او را با یک بازیکن دیگر جایگزین می کرد.

## گروه A

### دانمارک
سرمربی: ریچارد مولر نیلسن
| ش. | پست       | بازیکن                        | ت‌ت (سن)                 | بازی | گل | باشگاه                        |
| -- | --------- | ----------------------------- | ----------------------- | ---- | -- | ----------------------------- |
| 1  | دروازه‌بان | پیتر اشمایکل                  | ۱۸ نوامبر ۱۹۶۳ (۲۸ سال) | 47   | 0  | باشگاه فوتبال منچستر یونایتد  |
| 2  | مدافع     | جان سیوبک                     | ۲۵ اکتبر ۱۹۶۱ (۳۰ سال)  | 77   | 1  | باشگاه فوتبال موناکو          |
| 3  | مدافع     | کنت نیلسن                     | ۲۸ دسامبر ۱۹۶۱ (۳۰ سال) | 50   | 3  | باشگاه ورزشی آرهوس            |
| 4  | مدافع     | لارس اولسن (کاپیتان (فوتبال)) | ۲ فوریه ۱۹۶۱ (۳۱ سال)   | 57   | 3  | باشگاه فوتبال ترابزون‌اسپور    |
| 5  | هافبک     | هنریک آندرسن                  | ۷ مه ۱۹۶۵ (۲۷ سال)      | 25   | 2  | باشگاه فوتبال کلن             |
| 6  | مدافع     | کیم کریستوف                   | ۲۴ اوت ۱۹۶۰ (۳۱ سال)    | 11   | 1  | باشگاه فوتبال بروندبی         |
| 7  | هافبک     | جان جنسن                      | ۳ مه ۱۹۶۵ (۲۷ سال)      | 43   | 1  | باشگاه فوتبال بروندبی         |
| 8  | هافبک     | Johnny Mølby                  | ۴ فوریه ۱۹۶۹ (۲۳ سال)   | 14   | 0  | باشگاه فوتبال وایله بلدکلوب   |
| 9  | مهاجم     | Flemming Povlsen              | ۳ دسامبر ۱۹۶۶ (۲۵ سال)  | 45   | 17 | باشگاه فوتبال بروسیا دورتموند |
| 10 | مهاجم     | لارس الستروپ                  | ۲۴ مارس ۱۹۶۳ (۲۹ سال)   | 23   | 11 | باشگاه فوتبال ادنسه           |
| 11 | مهاجم     | برایان لادروپ                 | ۲۲ فوریه ۱۹۶۹ (۲۳ سال)  | 25   | 5  | باشگاه فوتبال بایرن مونیخ     |
| 12 | مدافع     | توربن پیچنیک                  | ۲۱ مه ۱۹۶۳ (۲۹ سال)     | 4    | 0  | B.1903                        |
| 13 | هافبک     | هنریک لارسن                   | ۱۷ مه ۱۹۶۶ (۲۶ سال)     | 18   | 1  | Lyngby                        |
| 14 | مهاجم     | Torben Frank                  | ۱۶ ژوئن ۱۹۶۸ (۲۳ سال)   | 3    | 0  | Lyngby                        |
| 15 | مهاجم     | بنت کریستینسن آرنسه           | ۴ ژانویه ۱۹۶۷ (۲۵ سال)  | 16   | 8  | باشگاه فوتبال شالکه ۰۴        |
| 16 | دروازه‌بان | Mogens Krogh                  | ۳۱ اکتبر ۱۹۶۳ (۲۸ سال)  | 1    | 0  | باشگاه فوتبال بروندبی         |
| 17 | مدافع     | کلاس کریستینسن                | ۱۹ اکتبر ۱۹۶۷ (۲۴ سال)  | 2    | 0  | Lyngby                        |
| 18 | هافبک     | Kim Vilfort                   | ۱۵ نوامبر ۱۹۶۲ (۲۹ سال) | 42   | 6  | باشگاه فوتبال بروندبی         |
| 19 | هافبک     | Peter Nielsen                 | ۳ مارس ۱۹۶۸ (۲۴ سال)    | 2    | 0  | Lyngby                        |
| 20 | هافبک     | مورتن برون                    | ۲۸ ژوئن ۱۹۶۵ (۲۶ سال)   | 11   | 0  | باشگاه فوتبال سیلکبورگ        |

### انگلستان
سرمربی: گراهام تیلور
| شماره | جایگاه    | بازیکن        | تاریخ تولد/سن            | بازی‌های ملی | باشگاه                          |
| ----- | --------- | ------------- | ------------------------ | ----------- | ------------------------------- |
| 1     | دروازه‌بان | کریس وودز     | ۱۴ نوامبر ۱۹۵۹ (۳۲ سال)  | 31          | باشگاه فوتبال شفیلد ونزدی       |
| 2     | مدافع     | کیت کورل      | ۱۴ نوامبر ۱۹۶۳ (۲۸ سال)  | 2           | باشگاه فوتبال منچستر سیتی       |
| 3     | مدافع     | استوارت پیرس  | ۲۴ آوریل ۱۹۶۲ (۳۰ سال)   | 47          | باشگاه فوتبال ناتینگهام فارست   |
| 4     | مدافع     | مارتین کوون   | ۲۴ ژوئیه ۱۹۶۶ (۲۵ سال)   | 6           | باشگاه فوتبال اورتون            |
| 5     | مدافع     | دس واکر       | ۲۶ نوامبر ۱۹۶۵ (۲۶ سال)  | 44          | باشگاه فوتبال ناتینگهام فارست   |
| 6     | مدافع     | مارک رایت     | ۱ اوت ۱۹۶۳ (۲۸ سال)      | 42          | باشگاه فوتبال لیورپول           |
| 7     | هافبک     | دیوید پلات    | ۱۰ ژوئن ۱۹۶۶ (۲۵ سال)    | 29          | باشگاه فوتبال باری              |
| 8     | هافبک     | ترور استیون   | ۲۱ سپتامبر ۱۹۶۳ (۲۸ سال) | 34          | باشگاه فوتبال المپیک مارسی      |
| 9     | مهاجم     | نایجل کلو     | ۱۹ مارس ۱۹۶۶ (۲۶ سال)    | 7           | باشگاه فوتبال ناتینگهام فارست   |
| 10    | مهاجم     | گری لینکر(ک)  | ۳۰ نوامبر ۱۹۶۰ (۳۱ سال)  | 77          | باشگاه فوتبال ناگویا گرامپوس    |
| 11    | هافبک     | اندی سینتون   | ۱۹ مارس ۱۹۶۶ (۲۶ سال)    | 4           | باشگاه فوتبال کویینز پارک رنجرز |
| 12    | هافبک     | کارلتون پالمر | ۵ دسامبر ۱۹۶۵ (۲۶ سال)   | 4           | باشگاه فوتبال شفیلد ونزدی       |
| 13    | دروازه‌بان | نایجل مارتین  | ۱۱ اوت ۱۹۶۶ (۲۵ سال)     | 2           | باشگاه فوتبال کریستال پالاس     |
| 14    | مدافع     | تونی دوریگو   | ۳۱ دسامبر ۱۹۶۵ (۲۶ سال)  | 10          | باشگاه فوتبال لیدز یونایتد      |
| 15    | هافبک     | نیل وب        | ۳۰ ژوئیه ۱۹۶۳ (۲۸ سال)   | 24          | باشگاه فوتبال منچستر یونایتد    |
| 16    | هافبک     | پل مرسون      | ۲۰ مارس ۱۹۶۸ (۲۴ سال)    | 5           | باشگاه فوتبال آرسنال            |
| 17    | مهاجم     | آلن اسمیت     | ۲۱ نوامبر ۱۹۶۲ (۲۹ سال)  | 11          | باشگاه فوتبال آرسنال            |
| 18    | هافبک     | تونی دالی     | ۱۸ اکتبر ۱۹۶۷ (۲۴ سال)   | 5           | باشگاه فوتبال استون ویلا        |
| 19    | هافبک     | دیوید بتی     | ۲ دسامبر ۱۹۶۸ (۲۳ سال)   | 8           | باشگاه فوتبال لیدز یونایتد      |
| 20    | مهاجم     | آلن شیرر      | ۱۳ اوت ۱۹۷۰ (۲۱ سال)     | 2           | باشگاه فوتبال ساوت‌همپتون        |

### فرانسه
سرمربی: میشل پلاتینی
| شماره | جایگاه    | بازیکن                          | تاریخ تولد/سن            | بازی‌های ملی | باشگاه                     |
| ----- | --------- | ------------------------------- | ------------------------ | ----------- | -------------------------- |
| 1     | دروازه‌بان | برونو مارتینی                   | ۲۵ ژانویه ۱۹۶۲ (۳۰ سال)  | 22          | باشگاه فوتبال اوسر         |
| 2     | مدافع     | مانوئل آماروس(کاپیتان (فوتبال)) | ۱ فوریه ۱۹۶۲ (۳۰ سال)    | 79          | باشگاه فوتبال المپیک مارسی |
| 3     | مدافع     | فرانک سیلوستره                  | ۵ آوریل ۱۹۶۷ (۲۵ سال)    | 11          | باشگاه فوتبال سوشو         |
| 4     | هافبک     | امانوئل پتی                     | ۲۲ سپتامبر ۱۹۷۰ (۲۱ سال) | 4           | باشگاه فوتبال موناکو       |
| 5     | مدافع     | لوران بلان                      | ۱۹ نوامبر ۱۹۶۵ (۲۶ سال)  | 22          | باشگاه فوتبال ناپولی       |
| 6     | هافبک     | برنارد کاسونی                   | ۴ سپتامبر ۱۹۶۱ (۳۰ سال)  | 24          | باشگاه فوتبال المپیک مارسی |
| 7     | هافبک     | دیدیه دشان                      | ۱۵ اکتبر ۱۹۶۸ (۲۳ سال)   | 21          | باشگاه فوتبال المپیک مارسی |
| 8     | مدافع     | فرانک سوازی                     | ۲۸ اکتبر ۱۹۶۵ (۲۶ سال)   | 25          | باشگاه فوتبال المپیک مارسی |
| 9     | مهاجم     | ژان-پیر پاپن                    | ۵ نوامبر ۱۹۶۳ (۲۸ سال)   | 35          | باشگاه فوتبال المپیک مارسی |
| 10    | هافبک     | لوئیس فرناندز                   | ۲ اکتبر ۱۹۵۹ (۳۲ سال)    | 57          | باشگاه فوتبال کن           |
| 11    | مهاجم     | کریستیان پرز                    | ۱۳ مه ۱۹۶۳ (۲۹ سال)      | 19          | باشگاه فوتبال پاری سن-ژرمن |
| 12    | هافبک     | کریستوف کوکار                   | ۲۳ نوامبر ۱۹۶۷ (۲۴ سال)  | 4           | باشگاه فوتبال اوسر         |
| 13    | مدافع     | باسیله بولی                     | ۲ ژانویه ۱۹۶۷ (۲۵ سال)   | 35          | باشگاه فوتبال المپیک مارسی |
| 14    | هافبک     | ژان-فیلیپ دوران                 | ۱۱ نوامبر ۱۹۶۰ (۳۱ سال)  | 20          | باشگاه فوتبال المپیک مارسی |
| 15    | مهاجم     | فابریک دیور                     | ۲ سپتامبر ۱۹۶۷ (۲۴ سال)  | 3           | باشگاه ورزشی مون‌پلیه       |
| 16    | هافبک     | پاسکال واهیروآ                  | ۹ مارس ۱۹۶۶ (۲۶ سال)     | 13          | باشگاه فوتبال اوسر         |
| 17    | مدافع     | رمی گارد                        | ۳ آوریل ۱۹۶۶ (۲۶ سال)    | 6           | باشگاه فوتبال المپیک لیون  |
| 18    | مهاجم     | اریک کانتونا                    | ۲۴ مه ۱۹۶۶ (۲۶ سال)      | 24          | باشگاه فوتبال لیدز یونایتد |
| 19    | دروازه‌بان | ژیل روسه                        | ۲۲ اوت ۱۹۶۳ (۲۸ سال)     | 2           | باشگاه فوتبال المپیک لیون  |
| 20    | مدافع     | ژوسلین آنگلوما                  | ۷ اوت ۱۹۶۵ (۲۶ سال)      | 10          | باشگاه فوتبال المپیک مارسی |

### سوئد
سرمربی: Tommy Svensson
| شماره | جایگاه    | بازیکن                        | تاریخ تولد/سن            | بازی‌های ملی | باشگاه                            |
| ----- | --------- | ----------------------------- | ------------------------ | ----------- | --------------------------------- |
| 1     | دروازه‌بان | توماس راولی                   | ۱۳ اوت ۱۹۵۹ (۳۲ سال)     | 89          | باشگاه فوتبال گوتبورگ             |
| 2     | مدافع     | Roland Nilsson                | ۲۷ نوامبر ۱۹۶۳ (۲۸ سال)  | 48          | باشگاه فوتبال شفیلد ونزدی         |
| 3     | مدافع     | Jan Eriksson                  | ۲۴ اوت ۱۹۶۷ (۲۴ سال)     | 20          | باشگاه فوتبال نورشوپینگ           |
| 4     | مدافع     | پاتریک آندرشون                | ۱۸ اوت ۱۹۷۱ (۲۰ سال)     | 9           | باشگاه فوتبال مالمو               |
| 5     | مدافع     | Joachim Björklund             | ۱۵ مارس ۱۹۷۱ (۲۱ سال)    | 8           | باشگاه فوتبال بران                |
| 6     | هافبک     | استیفن شوارتز                 | ۱۸ آوریل ۱۹۶۹ (۲۳ سال)   | 13          | باشگاه فوتبال بنفیکا              |
| 7     | هافبک     | Klas Ingesson                 | ۲۰ اوت ۱۹۶۸ (۲۳ سال)     | 23          | باشگاه فوتبال مشلان               |
| 8     | هافبک     | Stefan Rehn                   | ۲۲ سپتامبر ۱۹۶۶ (۲۵ سال) | 28          | باشگاه فوتبال گوتبورگ             |
| 9     | هافبک     | Jonas Thern(کاپیتان (فوتبال)) | ۲۰ مارس ۱۹۶۷ (۲۵ سال)    | 34          | باشگاه فوتبال بنفیکا              |
| 10    | هافبک     | اندرس لیمپار                  | ۲۴ سپتامبر ۱۹۶۵ (۲۶ سال) | 36          | باشگاه فوتبال آرسنال              |
| 11    | مهاجم     | توماس برولین                  | ۲۹ نوامبر ۱۹۶۹ (۲۲ سال)  | 20          | باشگاه فوتبال پارما               |
| 12    | دروازه‌بان | Lars Eriksson                 | ۲۱ سپتامبر ۱۹۶۵ (۲۶ سال) | 8           | باشگاه فوتبال نورشوپینگ           |
| 13    | مدافع     | Mikael Nilsson                | ۲۸ سپتامبر ۱۹۶۸ (۲۳ سال) | 7           | باشگاه فوتبال گوتبورگ             |
| 14    | مدافع     | Magnus Erlingmark             | ۸ ژوئیه ۱۹۶۷ (۲۴ سال)    | 16          | Örebro                            |
| 15    | هافبک     | Jan Jansson                   | ۲۶ ژانویه ۱۹۶۸ (۲۴ سال)  | 5           | باشگاه فوتبال اوسترش              |
| 16    | مهاجم     | کنت آندرشون                   | ۶ اکتبر ۱۹۶۷ (۲۴ سال)    | 15          | باشگاه فوتبال مشلان               |
| 17    | مهاجم     | مارتین دالین                  | ۱۶ آوریل ۱۹۶۸ (۲۴ سال)   | 14          | باشگاه فوتبال بروسیا مونشن‌گلادباخ |
| 18    | مدافع     | Roger Ljung                   | ۸ ژانویه ۱۹۶۶ (۲۶ سال)   | 34          | باشگاه فوتبال آدمیرا واکر مودلینگ |
| 19    | هافبک     | Joakim Nilsson                | ۳۱ مارس ۱۹۶۶ (۲۶ سال)    | 30          | باشگاه فوتبال اسپورتینگ خیخون     |
| 20    | مهاجم     | Johnny Ekström                | ۵ مارس ۱۹۶۵ (۲۷ سال)     | 38          | باشگاه فوتبال گوتبورگ             |

## گروه B

### شوروی
سرمربی: آناتولی بیشووتس
Caps include those won for the Soviet Union national team.
| شماره | جایگاه    | بازیکن                              | تاریخ تولد/سن            | بازی‌های ملی | باشگاه                       |
| ----- | --------- | ----------------------------------- | ------------------------ | ----------- | ---------------------------- |
| 1     | دروازه‌بان | دمیتری خارین                        | ۱۶ اوت ۱۹۶۸ (۲۳ سال)     | 12          | باشگاه فوتبال زسکا مسکو      |
| 2     | مدافع     | Andrey Chernyshov                   | ۷ ژانویه ۱۹۶۸ (۲۴ سال)   | 23          | باشگاه فوتبال اسپارتاک مسکو  |
| 3     | مدافع     | Kakhaber Tskhadadze                 | ۷ سپتامبر ۱۹۶۸ (۲۳ سال)  | 5           | باشگاه فوتبال اسپارتاک مسکو  |
| 4     | مدافع     | آخریک تسویبا                        | ۱۰ سپتامبر ۱۹۶۶ (۲۵ سال) | 22          | باشگاه فوتبال دینامو کی‌یف    |
| 5     | مدافع     | Oleh Kuznetsov                      | ۲۲ مارس ۱۹۶۳ (۲۹ سال)    | 60          | باشگاه فوتبال رنجرز          |
| 6     | هافبک     | ایگور شالیموف                       | ۲ فوریه ۱۹۶۹ (۲۳ سال)    | 23          | باشگاه فوتبال فوجا           |
| 7     | هافبک     | الکسی میخایلیچنکو(کاپیتان (فوتبال)) | ۳۰ مارس ۱۹۶۳ (۲۹ سال)    | 38          | باشگاه فوتبال رنجرز          |
| 8     | هافبک     | آندری کانچلسکیس                     | ۲۳ ژانویه ۱۹۶۹ (۲۳ سال)  | 20          | باشگاه فوتبال منچستر یونایتد |
| 9     | هافبک     | سرگی آلینیکوف                       | ۷ نوامبر ۱۹۶۱ (۳۰ سال)   | 75          | باشگاه فوتبال لچه            |
| 10    | هافبک     | ایگور دوبروولسکی                    | ۲۷ اوت ۱۹۶۷ (۲۴ سال)     | 26          | باشگاه فوتبال سروت ۱۸۹۰      |
| 11    | مهاجم     | Sergei Yuran                        | ۱۱ ژوئن ۱۹۶۹ (۲۲ سال)    | 13          | باشگاه فوتبال بنفیکا         |
| 12    | دروازه‌بان | استانیسلاو چرچسوف                   | ۲ سپتامبر ۱۹۶۳ (۲۸ سال)  | 10          | باشگاه فوتبال اسپارتاک مسکو  |
| 13    | مهاجم     | Sergei Kiriakov                     | ۱ ژانویه ۱۹۷۰ (۲۲ سال)   | 8           | باشگاه فوتبال دینامو مسکو    |
| 14    | مهاجم     | وولودیمیر لیوتی                     | ۲۰ آوریل ۱۹۶۲ (۳۰ سال)   | 5           | باشگاه فوتبال دویسبورگ       |
| 15    | مهاجم     | Igor Kolyvanov                      | ۶ مارس ۱۹۶۸ (۲۴ سال)     | 22          | باشگاه فوتبال فوجا           |
| 16    | هافبک     | Dmitri Kuznetsov                    | ۲۸ اوت ۱۹۶۵ (۲۶ سال)     | 17          | باشگاه فوتبال اسپانیول       |
| 17    | هافبک     | ایگور کورنیف                        | ۴ سپتامبر ۱۹۶۷ (۲۴ سال)  | 5           | باشگاه فوتبال اسپانیول       |
| 18    | مدافع     | ویکتور اونوپکو                      | ۱۴ اکتبر ۱۹۶۹ (۲۲ سال)   | 1           | باشگاه فوتبال اسپارتاک مسکو  |
| 19    | هافبک     | ایگور لدیاخوف                       | ۲۲ مه ۱۹۶۸ (۲۴ سال)      | 7           | باشگاه فوتبال اسپارتاک مسکو  |
| 20    | مدافع     | Andrei Ivanov                       | ۶ آوریل ۱۹۶۷ (۲۵ سال)    | 3           | باشگاه فوتبال اسپارتاک مسکو  |

### آلمان
سرمربی: برتی فوگتس
| شماره | جایگاه    | بازیکن                      | تاریخ تولد/سن            | بازی‌های ملی | باشگاه                           |
| ----- | --------- | --------------------------- | ------------------------ | ----------- | -------------------------------- |
| 1     | دروازه‌بان | بودو ایلگنر                 | ۷ آوریل ۱۹۶۷ (۲۵ سال)    | 34          | باشگاه فوتبال کلن                |
| 2     | مدافع     | اشتفان روتر                 | ۱۶ اکتبر ۱۹۶۶ (۲۵ سال)   | 32          | باشگاه فوتبال یوونتوس            |
| 3     | مدافع     | آندریاس برمه                | ۹ نوامبر ۱۹۶۰ (۳۱ سال)   | 69          | باشگاه فوتبال اینتر میلان        |
| 4     | مدافع     | یورگن کولر                  | ۶ اکتبر ۱۹۶۵ (۲۶ سال)    | 42          | باشگاه فوتبال یوونتوس            |
| 5     | مدافع     | مانفرد بینتس                | ۲۲ سپتامبر ۱۹۶۵ (۲۶ سال) | 11          | باشگاه فوتبال آینتراخت فرانکفورت |
| 6     | مدافع     | گیدو بوخوالد                | ۲۴ ژانویه ۱۹۶۱ (۳۱ سال)  | 51          | باشگاه فوتبال اشتوتگارت          |
| 7     | هافبک     | اندریاس مولر                | ۲ سپتامبر ۱۹۶۷ (۲۴ سال)  | 21          | باشگاه فوتبال آینتراخت فرانکفورت |
| 8     | هافبک     | توماس هسلر                  | ۳۰ مه ۱۹۶۶ (۲۶ سال)      | 29          | باشگاه فوتبال آ.اس. رم           |
| 9     | مهاجم     | رودی فولر(کاپیتان (فوتبال)) | ۱۳ آوریل ۱۹۶۰ (۳۲ سال)   | 83          | باشگاه فوتبال آ.اس. رم           |
| 10    | هافبک     | توماس دول                   | ۹ آوریل ۱۹۶۶ (۲۶ سال)    | 9           | باشگاه ورزشی لاتزیو              |
| 11    | مهاجم     | کارل-هاینتس ریدله           | ۱۶ سپتامبر ۱۹۶۵ (۲۶ سال) | 20          | باشگاه ورزشی لاتزیو              |
| 12    | دروازه‌بان | آندریاس کوپکه               | ۱۲ مارس ۱۹۶۲ (۳۰ سال)    | 3           | باشگاه فوتبال نورنبرگ            |
| 13    | مهاجم     | آندریاس توم                 | ۷ سپتامبر ۱۹۶۵ (۲۶ سال)  | 4           | باشگاه فوتبال بایر ۰۴ لورکوزن    |
| 14    | مدافع     | توماس هلمر                  | ۲۱ آوریل ۱۹۶۵ (۲۷ سال)   | 7           | باشگاه فوتبال بروسیا دورتموند    |
| 15    | مدافع     | میشائل فرونتسک              | ۲۶ مارس ۱۹۶۴ (۲۸ سال)    | 17          | باشگاه فوتبال اشتوتگارت          |
| 16    | هافبک     | ماتیاس سامر                 | ۵ سپتامبر ۱۹۶۷ (۲۴ سال)  | 7           | باشگاه فوتبال اشتوتگارت          |
| 17    | هافبک     | اشتفان افنبرگ               | ۲ اوت ۱۹۶۸ (۲۳ سال)      | 7           | باشگاه فوتبال بایرن مونیخ        |
| 18    | مهاجم     | یورگن کلینزمن               | ۳۰ ژوئیه ۱۹۶۴ (۲۷ سال)   | 36          | باشگاه فوتبال اینتر میلان        |
| 19    | مدافع     | میشائل شولتز                | ۳ سپتامبر ۱۹۶۱ (۳۰ سال)  | 1           | باشگاه فوتبال بروسیا دورتموند    |
| 20    | مدافع     | کریستیان وورنس              | ۱۰ مه ۱۹۷۲ (۲۰ سال)      | 2           | باشگاه فوتبال بایر ۰۴ لورکوزن    |

### هلند
سرمربی: رینوس میشل
| شماره | جایگاه    | بازیکن                      | تاریخ تولد/سن            | بازی‌های ملی | باشگاه                        |
| ----- | --------- | --------------------------- | ------------------------ | ----------- | ----------------------------- |
| 1     | دروازه‌بان | هانس فان بروکلن             | ۴ اکتبر ۱۹۵۶ (۳۵ سال)    | 69          | باشگاه فوتبال پی‌اس‌وی آیندهوون |
| 2     | مدافع     | بری فن آئرله                | ۸ دسامبر ۱۹۶۲ (۲۹ سال)   | 31          | باشگاه فوتبال پی‌اس‌وی آیندهوون |
| 3     | مدافع     | آدری فان تیگلن              | ۱۶ ژوئن ۱۹۵۷ (۳۴ سال)    | 52          | باشگاه فوتبال پی‌اس‌وی آیندهوون |
| 4     | مدافع     | رونالد کومان                | ۲۱ مارس ۱۹۶۳ (۲۹ سال)    | 56          | باشگاه فوتبال بارسلونا        |
| 5     | مدافع     | دنی بلیند                   | ۱ اوت ۱۹۶۱ (۳۰ سال)      | 20          | باشگاه فوتبال آژاکس آمستردام  |
| 6     | هافبک     | یان ووترس                   | ۱۷ ژوئیه ۱۹۶۰ (۳۱ سال)   | 48          | باشگاه فوتبال بایرن مونیخ     |
| 7     | مهاجم     | دنیس برکمپ                  | ۱۰ مه ۱۹۶۹ (۲۳ سال)      | 13          | باشگاه فوتبال آژاکس آمستردام  |
| 8     | هافبک     | فرانک ریکارد                | ۳۰ سپتامبر ۱۹۶۲ (۲۹ سال) | 52          | باشگاه فوتبال آ.ث. میلان      |
| 9     | مهاجم     | مارکو فان باستن             | ۳۱ اکتبر ۱۹۶۴ (۲۷ سال)   | 51          | باشگاه فوتبال آ.ث. میلان      |
| 10    | هافبک     | رود گولیت(کاپیتان (فوتبال)) | ۱ سپتامبر ۱۹۶۲ (۲۹ سال)  | 57          | باشگاه فوتبال آ.ث. میلان      |
| 11    | هافبک     | یان فن ت شیپ                | ۳۰ دسامبر ۱۹۶۳ (۲۸ سال)  | 36          | باشگاه فوتبال آژاکس آمستردام  |
| 12    | مهاجم     | ویم کیفت                    | ۱۲ نوامبر ۱۹۶۲ (۲۹ سال)  | 40          | باشگاه فوتبال پی‌اس‌وی آیندهوون |
| 13    | دروازه‌بان | استنلی منزو                 | ۱۵ اکتبر ۱۹۶۳ (۲۸ سال)   | 3           | باشگاه فوتبال آژاکس آمستردام  |
| 14    | هافبک     | راب ویچخه                   | ۲۲ اوت ۱۹۶۶ (۲۵ سال)     | 7           | باشگاه فوتبال فاینورد         |
| 15    | هافبک     | آرون وینتر                  | ۱ مارس ۱۹۶۷ (۲۵ سال)     | 23          | باشگاه فوتبال آژاکس آمستردام  |
| 16    | هافبک     | پتر بوش                     | ۲۱ نوامبر ۱۹۶۳ (۲۸ سال)  | 5           | باشگاه فوتبال فاینورد         |
| 17    | مدافع     | فرانک دی بوئر               | ۱۵ مه ۱۹۷۰ (۲۲ سال)      | 7           | باشگاه فوتبال آژاکس آمستردام  |
| 18    | هافبک     | ویم یونک                    | ۱۲ اکتبر ۱۹۶۶ (۲۵ سال)   | 3           | باشگاه فوتبال آژاکس آمستردام  |
| 19    | مهاجم     | اریک ویسکال                 | ۲۰ مارس ۱۹۶۸ (۲۴ سال)    | 2           | باشگاه فوتبال خنت             |
| 20    | هافبک     | بریان روی                   | ۱۲ فوریه ۱۹۷۰ (۲۲ سال)   | 8           | باشگاه فوتبال آژاکس آمستردام  |

### اسکاتلند
سرمربی: Andy Roxburgh
| شماره | جایگاه    | بازیکن                          | تاریخ تولد/سن            | بازی‌های ملی | باشگاه                          |
| ----- | --------- | ------------------------------- | ------------------------ | ----------- | ------------------------------- |
| 1     | دروازه‌بان | اندی گورام                      | ۱۳ آوریل ۱۹۶۴ (۲۸ سال)   | 20          | باشگاه فوتبال رنجرز             |
| 2     | مدافع     | Richard Gough(کاپیتان (فوتبال)) | ۵ آوریل ۱۹۶۲ (۳۰ سال)    | 56          | باشگاه فوتبال رنجرز             |
| 3     | هافبک     | Paul McStay                     | ۲۲ اکتبر ۱۹۶۴ (۲۷ سال)   | 57          | باشگاه فوتبال سلتیک             |
| 4     | مدافع     | Maurice Malpas                  | ۳ اوت ۱۹۶۲ (۲۹ سال)      | 50          | باشگاه فوتبال داندی یونایتد     |
| 5     | مهاجم     | آلی مکویست                      | ۲۴ سپتامبر ۱۹۶۲ (۲۹ سال) | 38          | باشگاه فوتبال رنجرز             |
| 6     | مهاجم     | برایان مک‌کلیر                   | ۸ دسامبر ۱۹۶۳ (۲۸ سال)   | 23          | باشگاه فوتبال منچستر یونایتد    |
| 7     | مهاجم     | گوردون دوری                     | ۶ دسامبر ۱۹۶۵ (۲۶ سال)   | 19          | باشگاه فوتبال تاتنهام هاتسپر    |
| 8     | مدافع     | David McPherson                 | ۲۸ ژانویه ۱۹۶۴ (۲۸ سال)  | 20          | باشگاه فوتبال هارت آف میدلوتیان |
| 9     | مدافع     | Stewart McKimmie                | ۲۷ اکتبر ۱۹۶۲ (۲۹ سال)   | 17          | باشگاه فوتبال آبردین            |
| 10    | هافبک     | استوارت مک‌کال                   | ۱۰ ژوئن ۱۹۶۴ (۲۷ سال)    | 17          | باشگاه فوتبال رنجرز             |
| 11    | هافبک     | گری مک‌آلیستر                    | ۲۵ دسامبر ۱۹۶۴ (۲۷ سال)  | 15          | باشگاه فوتبال لیدز یونایتد      |
| 12    | دروازه‌بان | Henry Smith                     | ۱۰ مارس ۱۹۵۶ (۳۶ سال)    | 3           | باشگاه فوتبال هارت آف میدلوتیان |
| 13    | هافبک     | پت نوین                         | ۶ سپتامبر ۱۹۶۳ (۲۸ سال)  | 12          | باشگاه فوتبال اورتون            |
| 14    | مهاجم     | کوین گالاکر                     | ۲۳ نوامبر ۱۹۶۶ (۲۵ سال)  | 9           | باشگاه فوتبال کاونتری سیتی      |
| 15    | مدافع     | تام بوید (بازیکن فوتبال)        | ۲۴ نوامبر ۱۹۶۵ (۲۶ سال)  | 9           | باشگاه فوتبال سلتیک             |
| 16    | هافبک     | Jim McInally                    | ۱۹ فوریه ۱۹۶۴ (۲۸ سال)   | 7           | باشگاه فوتبال داندی یونایتد     |
| 17    | مدافع     | درک وایت                        | ۳۱ اوت ۱۹۶۸ (۲۳ سال)     | 4           | باشگاه فوتبال سلتیک             |
| 18    | هافبک     | Dave Bowman                     | ۱۰ مارس ۱۹۶۴ (۲۸ سال)    | 2           | باشگاه فوتبال داندی یونایتد     |
| 19    | مدافع     | Alan McLaren                    | ۴ ژانویه ۱۹۷۱ (۲۱ سال)   | 3           | باشگاه فوتبال هارت آف میدلوتیان |
| 20    | مهاجم     | دانکن فرگوسن                    | ۲۷ دسامبر ۱۹۷۱ (۲۰ سال)  | 2           | باشگاه فوتبال داندی یونایتد     |